# Gary Holton
Gary Holton – amerykański językoznawca. Zajmuje się dokumentacją języków autochtonicznych, zwłaszcza języków atapaskańskich Alaski oraz języków papuaskich wschodniej Indonezji. Interesuje się również standardami archiwizowania i współdzielenia danych lingwistycznych.
Posiada bakalaureat i magisterium z matematyki. W 2000 roku uzyskał doktorat z językoznawstwa na Uniwersytecie Kalifornijskim w Santa Barbara. Obecnie (2019) piastuje stanowisko profesora na Uniwersytecie Hawajskim w Mānoa.
Był dyrektorem Alaska Native Language Archive na University of Alaska Fairbanks.
Autor opracowań poświęconych peryferyjnym językom papuaskim (gramatyka języka tobelo, słownik pantar zachodniego), a także słownika języka tanacross (z języków atapaskańskich). Poza dokumentacją zajmuje się też prehistorią języków alor-pantar.

## Wybrana twórczość
- Tobelo (2003), ISBN 3-89586-706-3
- Kamus Pengantar Bahasa Pantar Barat (2008), ISBN 978-1-86892-596-4
- Landscape in Western Pantar, a Papuan outlier of southern Indonesia (w: Landscape in Language, 2011), ISBN 978-90-272-0286-4
- Western Pantar (w: The Papuan Languages of Timor, Alor and Pantar, 2014), ISBN 978-1-61451-524-1
- A unified system of spatial orientation in the Austronesian and non-Austronesian languages of Halmahera (w: Contact and substrate in the languages of Wallacea, 2017)
- Interdisciplinary language documentation (w: The Oxford Handbook of Endangered Languages, 2018), ISBN 978-0-19-061002-9